# Ектор Сантос
Ектор Сантос (ісп. Héctor Santos, 29 жовтня 1944 — 7 травня 2019) — уругвайський футболіст, що грав на позиції воротаря. Виступав, зокрема, за клуб «Пеньяроль», а також національну збірну Уругваю.

## Клубна кар'єра
У дорослому футболі дебютував 1964 року виступами за команду «Дефенсор Спортінг», в якій провів один сезон. Своєю грою за цю команду привернув увагу представників тренерського штабу клубу «Пеньяроль», до складу якого приєднався 1966 року. Разом з «Орінегрос», який тренував Роке Масполі, виграв чемпіонат Уругваю. Відіграв за команду з Монтевідео наступні три сезони своєї ігрової кар'єри.
У 1970 році перебрався в «Белья Віста». З 1971 по 1973 рік виступав за іншого уругвайського клубу «Насьйональ». У 1973 році виїхав до Перу, де виступав за «Альянса Ліма». У 1974 році повернувся в «Насьйональ». У 1977 році виїхав до Еквадору, де підсилив «Барселону» (Гуаякіль). У 1978 році підписав контракт з «Феніксом». Наступні два роки провів у чилійському клубі «Грін Кросс».
Завершив кар'єру футболіста у команді «Серро», за яку виступав протягом 1981 року.

## Виступи за збірну
1970 року дебютував у футболці національної збірної Уругваю. У складі збірної був учасником чемпіонату світу 1970 року у Мексиці, чемпіонату світу 1974 року у ФРН.
Загалом протягом кар'єри у національній команді, яка тривала 7 років, провів у її формі 14 матчів, пропустивши 8 м'ячів.
Помер 7 травня 2019 року на 75-му році життя.

## Досягнення
«Пеньяроль»
- Прімера Дивізіон Уругваю
  -  Чемпіон (2): 1967, 1968

- Кубок Лібертадорес
  -  Володар (1): 1966

- Міжконтинентальний кубок
  -  Володар (1): 1966

- Міжамериканський кубок
  -  Володар (1): 1972

- Суперкубок міжконтинентальних чемпіонів
  -  Володар (1): 1969

«Насьйональ»
- Прімера Дивізіон Уругваю
  -  Чемпіон (2): 1971, 1972

- Кубок Лібертадорес
  -  Володар (1): 1971

- Міжконтинентальний кубок
  -  Володар (1): 1971